# Ustilago aeluropodis
Ustilago aeluropodis är en svampart som först beskrevs av Alessandro Trotter, och fick sitt nu gällande namn av Vánky 1985. Ustilago aeluropodis ingår i släktet Ustilago och familjen Ustilaginaceae.   Inga underarter finns listade i Catalogue of Life.